# Будинок Ван Лю-Суйдам
Будинок Ван Лю-Суйдам розташований за адресою на шляху South Middlebush 280 в Сомерсет, Нью-Джерсі. Він був побудований в XVIII столітті Пітером Ван Лю. Пізніше Джозеф Суйдам побудував доповнення до будинку. Найбільша частина будинку була побудована в 1875 році.
Будинок Ван Лю-Суйдам увійшов до фонду Мідоуз.